# Леона (Канзас)
Леона (англ. Leona) — місто (англ. city) в США, в окрузі Доніфан штату Канзас. Населення — 41 особа (2020).

## Географія
Леона розташована за координатами 39°47′10″ пн. ш. 95°19′16″ зх. д. / 39.78611° пн. ш. 95.32111° зх. д. (39.786092, -95.321153).  За даними Бюро перепису населення США в 2010 році місто мало площу 0,13 км², уся площа — суходіл. В 2017 році площа становила 0,16 км², уся площа — суходіл.

## Демографія
Згідно з переписом 2010 року, у місті мешкало 48 осіб у 14 домогосподарствах у складі 11 родини. Густота населення становила 356 осіб/км².  Було 17 помешкань (126/км²).
Расовий склад населення:
| - 93,8 % — білих - 4,2 % — корінних американців |

До двох чи більше рас належало 2,1 %. Частка іспаномовних становила 0,0 % від усіх жителів.
За віковим діапазоном населення розподілялося таким чином: 39,6 % — особи молодші 18 років, 58,3 % — особи у віці 18—64 років, 2,1 % — особи у віці 65 років та старші. Медіана віку мешканця становила 22,0 року. На 100 осіб жіночої статі у місті припадало 128,6 чоловіків;  на 100 жінок у віці від 18 років та старших — 123,1 чоловіків також старших 18 років.
Середній дохід на одне домашнє господарство  становив 21 312 долари США (медіана — 18 250), а середній дохід на одну сім'ю — 20 600 доларів (медіана — 18 500). За межею бідності перебувало 72,5 % осіб, у тому числі 66,7 % дітей у віці до 18 років та 33,3 % осіб у віці 65 років та старших.
Цивільне працевлаштоване населення становило 15 осіб. Основні галузі зайнятості: сільське господарство, лісництво, риболовля — 33,3 %, науковці, спеціалісти, менеджери — 26,7 %, публічна адміністрація — 13,3 %, мистецтво, розваги та відпочинок — 13,3 %.